# Khotang (district)

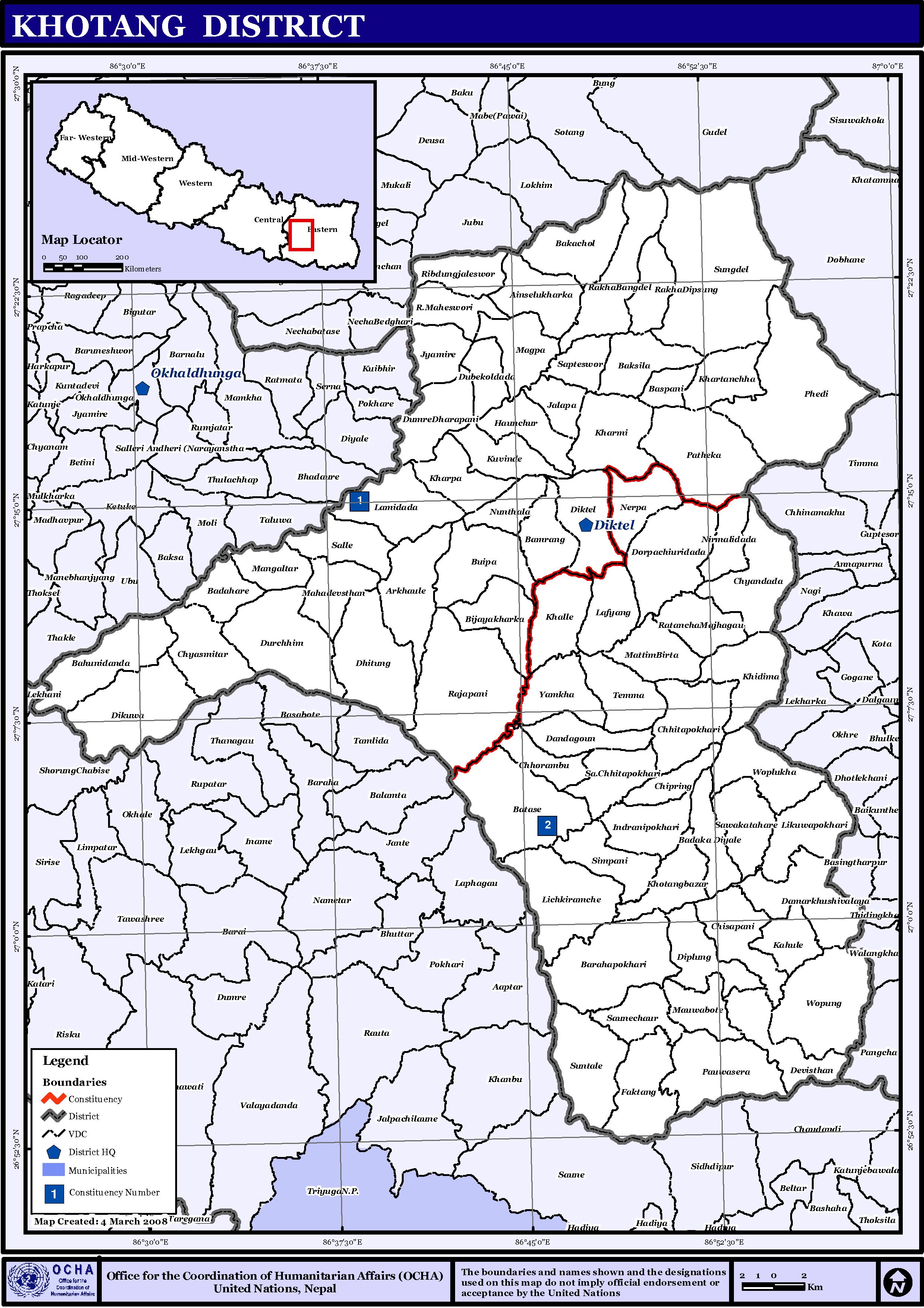
Kaart van Khotang

Khotang (Nepalees: खोटाङ) is een van de 75 districten van Nepal. Het district is gelegen in de bestuurlijke zone Sagarmatha en de hoofdplaats is Diktel.

## Stedenendorpscommissies[2][3]
- Stad: Nepalees: nagarpalika of N.P.; Engels: municipality;
- Dorpscommissie: Nepalees: panchayat; Engels: village development committee of VDC.

- Steden (0): geen.
- Dorpscommissies (76): Ainselukharka, Arkhaule, Badahare, Badaka Diyale, Bahunidanda, Bajhe Chyandada (of: Chyandada), Bakachol, Baksila, Bamrang, Banspani (of: Baspani), Barahapokhari (of: Baraha Pokhari), Batashea (of: Batase), Bijaya Kharka, Buipa, Chhitapokhari, Chhorambu, Chipring, Chisapani, Chyasmitar, Damarkhushivalaya (of: Damarkhu Shivalaya), Dandagaun, Devishtan, Dhitung, Diktel, Dikuwa, Diplung, Dorpachiuridada, Dubekoldada, Dumre Dharapani, Durchhim, Faktang (of: Phaktang), Haunchur, Indranipokhari, Jalapa, Jyamire, Kahule, Khalle/Khalde (of: Khalle), Kharmi, Kharpa, Khartanchha, Khidima, Khotanbazar (of: Khotangbazar), Kuvinde, Lafyang, Lamidada, Lichkiramche, Linkuwapokhari, Magpa, Mahadevasthan, Mangaltar, Mattimbirta (of: Mattim Birta), Mauwabote, Nerpa, Nirmalidada, Nunthala, Patheka, Pauwasera, Phedi, R. Maheswori, Rajapani, Rakha Bangdel, Rakha Dipsung, Ratancha Majhagau (of: Ratanchha), Ribdungjaleswor (of: Jaleswori), Sa. Chhitapokhari, Salle, Sapteswor, Saunechaur, Sawakatahare, Simpani, Sungdel, Suntale, Temma, Woplukha, Wopung, Yamkha.

Achham · 
Arghakhanchi · 
Baglung · 
Baitadi · 
Bajhang · 
Bajura · 
Banke · 
Bara · 
Bardiya · 
Bhaktapur · 
Bhojpur · 
Chitwan · 
Dadeldhura · 
Dailekh · 
Dang · 
Darchula · 
Dhading · 
Dhankuta · 
Dhanusa · 
Dolkha · 
Dolpa · 
Doti · 
Gorkha · 
Gulmi · 
Humla · 
Ilam · 
Jajarkot · 
Jhapa · 
Jumla · 
Kailali · 
Kalikot · 
Kanchanpur · 
Kapilvastu · 
Kaski · 
Kathmandu · 
Kavrepalanchok · 
Khotang · 
Lalitpur · 
Lamjung · 
Mahottari · 
Makwanpur · 
Manang · 
Morang · 
Mugu · 
Mustang · 
Myagdi · 
Nawalparasi · 
Nuwakot · 
Okhaldhunga · 
Palpa · 
Panchthar · 
Parbat · 
Parsa · 
Pyuthan · 
Ramechhap · 
Rasuwa · 
Rautahat · 
Rolpa · 
Rukum · 
Rupandehi · 
Salyan · 
Sankhuwasabha · 
Saptari · 
Sarlahi · 
Sindhuli · 
Sindhulpalchok · 
Siraha · 
Solukhumbu · 
Sunsari · 
Surkhet · 
Syangja · 
Tanahu · 
Taplejung · 
Terhathum · 
Udayapur